# Uzunkuyu, Urla
Uzunkuyu là một xã thuộc huyện Urla, tỉnh İzmir, Thổ Nhĩ Kỳ. Dân số thời điểm năm 2010 là 410 người.